# Parsytec GC
Der GC (für Giga Cube oder Grand Challenge) ist ein Parallelrechner der deutschen Firma Parsytec und wurde Anfang der 1990er-Jahre hergestellt.
Als Prozessor wurden Transputer T-805 (30 MHz) der Firma Inmos eingesetzt. Die Rechenleistung eines Prozessors betrug 4,4 Megaflops. Jedem Prozessor stand 1 Megabyte lokaler Hauptspeicher zur Verfügung.
Eine vom Hersteller angekündigte Version des GC mit Inmos-T-9000-Transputern konnte niemals realisiert werden, da der Prozessor nicht veröffentlicht wurde.
Die Netzwerkstruktur war ein zweidimensionales Gitter. Die Kommunikationsgeschwindigkeit lag bei 20 MBit/s.
Für die Zeit außergewöhnlich war das modulare Konzept des GCs. Ein Modul enthielt vier Cluster mit jeweils 16 Transputern und eine eigene Stromversorgung, I/O- und Kommunikationsanschlüsse. Durch Kombination von Modulen konnten theoretisch bis zu 16.384 Prozessoren zu einem sehr leistungsfähigen System miteinander verschaltet werden.
Die Bezeichnung GC-x gibt die Größe des Systems an. Ein GC-1 besitzt 64 Prozessoren, ein GC-2 256, ein GC-3 1024, ein GC-4 4096 und ein GC-5 16.384 Prozessoren. Während die kleineren Versionen bis zum GC-3 luftgekühlt waren, sollte für die größeren Wasserkühlung eingesetzt werden.
Als Betriebssystem wurde PARIX eingesetzt.
Die Stromaufnahme eines Systems mit 1024 Prozessoren lag bei ca. 27 kW, das Gewicht bei fast einer Tonne. Der Kaufpreis betrug 1992 ca. 1,5 Millionen DM.
Die beiden größten Installationen des GC hatten 1024 Prozessoren (16 Module mit jeweils 64 Transputern) und wurden an Rechenzentren der Universitäten Köln und Paderborn betrieben. Das Paderborner Exemplar des GC ist seit Oktober 2004 im Heinz Nixdorf MuseumsForum zu besichtigen (nicht mehr betriebsfähig).
Der GC mit 1024 Prozessoren erreichte 1992 eine Platzierung in der TOP500-Liste der weltweit schnellsten Supercomputer-Installationen. Deutschlandweit erreichte er Platz 22 der schnellsten Rechner.